# La Force du bouddhisme : Mieux vivre dans le monde d'aujourd'hui
La Force du bouddhisme : Mieux vivre dans le monde d'aujourd'hui est un recueil d'entretiens de l’écrivain français Jean-Claude Carrière avec le dalaï-lama. Le livre a été traduit en anglais sous le titre The Power of Buddhism.

## Résumé
L'ouvrage de Jean-Claude Carrière et du dalaï-lama est né de l'initiative de Laurent Laffont. Pour le préparer, Jean-Claude Carrière est aidé par le Bureau du Tibet et la sinologue Nahal Tajadod qui l'accompagnera en Inde. À la suggestion du dalaï-lama, ils arrivent le 10 février 1994 à Dharamsala, dans le nord de l'Inde où il vit, afin qu'ils puissent assister au nouvel an tibétain.
L'entente entre les deux personnalités est d'emblée excellente. 
Ils évoquent les grands problèmes de notre époque dont la surpopulation, la dégradation de la planète, la violence, l'éducation, mais aussi des questions métaphysiques comme la mort et la réincarnation. Le dalaï-lama expose sa vision du monde, sa confiance en l'homme, son détachement vis-à-vis des dogmes et sa pensée en recherche perpétuelle. Il décrit le rôle potentiel du bouddhisme dans le monde.

## Retentissement
En France, l'ouvrage s'est vendu à plus de 100 000 exemplaires.
Dans son introduction à un entretien avec Jean-Claude Carrière au sujet de son livre, Jean-Paul Ribes remarque le succès dépourvu de prosélytisme de cet ouvrage, ajoutant : « Car il ne s'agit pas de convaincre, encore moins de convertir. Mais de poser la question, avec un nombre grandissant de nos contemporains: qu'est-ce qu'être bouddhiste? Et comment expliquer l'intérêt croissant que le bouddhisme suscite dans notre pays? ».